# Huang Yuanyuan
Huang Yuanyuan (chiń. upr. 黄媛媛; pinyin Huángyuànyuàn; ur. 1998) – chińska zapaśniczka walcząca w stylu wolnym. Zajęła dziewiąte miejsce na mistrzostwach świata w 2023 roku.
Srebrna medalistka mistrzostw Azji w 2024. Mistrzyni świata juniorów w 2018 roku.